# Lights and Shadows
„Lights and Shadows” (srp. Svetlosti i senke) je pesma holandske grupe O'G3NE. Predstavljaće Holandiju na izboru za Pesmu Evrovizije 2017.